# Solutio
La solutio è un istituto giuridico del diritto romano.
Esso è costituito dall'atto formale posto in essere dal debitore attraverso il quale si liberava del vincolo personale che lo legava al creditore.
All'adempimento veniva cioè riconosciuta efficacia estintiva solo se esso era accompagnato da speciali forme che erano costituite da un gestum per aes et libram. In tal caso si parlerà, pertanto di solutio per aes et libram.
Tale istituto poteva essere posto in essere anche da un terzo, che andava così ad estinguere un'obbligazione altrui.

## La datio in solutum
L'obbligazione poteva anche essere estinta mediante un adempimento differente rispetto a quello prefissato inizialmente. In tale caso era necessario il consenso del creditore.